# 霍巴特 (紐約州村)
霍巴特（英語：Hobart）是位於美國紐約州特拉華縣的村。

## 人口
根據2020年美國人口普查的數據，霍巴特的面積為1.31平方千米，當中陸地面積為1.29平方千米，而水域面積為0.02平方千米。當地共有人口351人，而人口密度為每平方千米268人。